# Fine Gael
Đảng Ireland Thống nhất (Fine Gael) là một đảng tự do bảo thủ và dân chủ Kitô giáo ở Cộng hòa Ireland. Đảng Thống nhất Ireland hiện là đảng cầm quyền và lớn nhất ở Ireland về thành viên Quốc hội và các thành viên Cộng hòa Ireland của Nghị viện châu Âu.
Đảng Ireland Thống nhất có 18.000 đảng viên và là đối tác cao cấp trong một liên minh thiểu số với một số chính trị gia độc lập, với lãnh đạo Đảng Leo Varadkar làm thủ tướng. Varadkar đã thành công với Enda Kenny làm lãnh đạo đảng vào ngày 2 tháng 6 năm 2017 và là thủ tướng vào ngày 14 tháng 6; Kenny đã lãnh đạo từ năm 2002, và thủ tướng từ năm 2011.
Đảng Ireland Thống nhất được thành lập vào ngày 8 tháng 9 năm 1933 sau khi sự hợp nhất của đảng Cumann na nGaedheal, Đảng Trung tâm Quốc gia và Hiệp hội Đồng chí Lục quân. Nguồn gốc của nó nằm trong Chiến tranh Độc lập Ireland và phe ủng hộ Hiệp ước Anh-Ireland trong cuộc Nội chiến Ireland và đặc biệt Michael Collins thường được coi là người sáng lập nên phong trào.
Đảng Ireland Thống nhất thường được coi là nhiều người đề xướng chủ nghĩa tự do thị trường so với đối thủ truyền thống là Đảng Cộng hoà. Tuy nhiên, ngoài các chính phủ thiểu số ngắn ngủi (như năm 1987), Mỹ Gael hiếm khi thống trị Ireland mà không có liên minh bao gồm cả Đảng Lao động, một xã hội dân chủ, trung tâm-trái. Đảng Ireland Thống nhất mô tả chính nó như là một "đảng trung tâm tiến bộ" mà nó định nghĩa là hành động "vì lợi ích của Ireland, bất kể tín ngưỡng hay hệ tư tưởng". Các giá trị cốt lõi của Đảng Ireland Thống nhất là bình đẳng cơ hội, chủ nghĩa tư bản và khen thưởng, an ninh, toàn vẹn và hy vọng. Đảng ủng hộ Liên minh châu Âu và phản đối việc sử dụng vũ lực để thống nhất Ireland. Đoàn Thanh niên Đảng Ireland Thống nhất, được thành lập vào năm 1977 và có khoảng bốn ngàn đoàn viên. Đảng Ireland Thống nhất là một thành viên sáng lập của Đảng Nhân dân châu Âu và là thành viên của tổ chức Quốc tế Dân chủ Trung gian.